# John Cobb Cooper
John Cobb Cooper (* 18. September 1887 in Jacksonville (Florida); † 22. Juli 1967 in Princeton (New Jersey)) war ein US-amerikanischer Jurist und Pionier des Weltraumrechts. Wegen der Namensgleichheit mit seinem Vater erhält sein Name oft den Zusatz Jr. (Junior). Sein jüngerer Bruder ist der bekannte Pilot, Schauspieler, Regisseur, Drehbuchautor und Produzent Merian C. Cooper. 

## Leben
John Cobb Cooper wurde am 18. September 1887 als Sohn seines gleichnamigen Vaters und dessen Frau Mary Coldwell Cooper in Jacksonville geboren. Nach Abschluss der Highschool in Lawrenceville im Jahre 1905 studierte er an der Princeton-Universität, wo er 1909 einen Bachelor-Abschluss machte. 1911 erreichte er seine Zulassung vom Supreme Court of Florida und war bis 1917 juristisch in Florida tätig. Während des Ersten Weltkriegs wurde er zur US-Marine eingezogen, er blieb nach dem Krieg bis 1934 inaktives Mitglied der Reserve und setzte seine anwaltliche Tätigkeit in Jacksonville fort. 
1918 heiratete er Martha Helen Marvel, aus der Ehe gingen zwei Töchter und ein Sohn hervor.
Cooper gründete die Zeitschrift Florida State Bar Association Law Journal und war bis 1934 ihr Herausgeber. 1932 erlangte er die Zulassung vom Supreme Court of the United States.

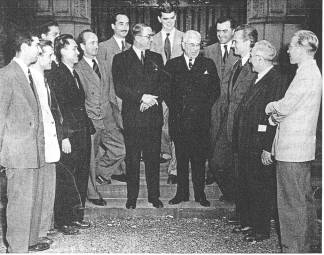
Der erste graduierte Jahrgang am Institute of Air and Space Law, Cooper ist der fünfte von rechts

Cooper spezialisierte sich auf Luftfahrtrecht, später auch Weltraumrecht. Er hatte von 1934 bis 1945 eine Stelle als Vice President bei der Fluggesellschaft Pan American World Airways inne. Gleichzeitig spielte er wichtige Rollen als US-Vertreter in mehreren nationalen und internationalen Konferenzen, darunter auch beim Chicagoer Abkommen von 1944, er war als Rechtsberater mehrerer US-amerikanischer Kommissionen tätig. 
Von 1946 bis 1964 arbeitete er als juristischer Berater an der International Air Transport Association und war an weiteren internationalen Vereinbarungen beteiligt. Von 1946 bis 1951 forschte er am Institute for Advanced Study in Princeton über internationales Flugrecht. 1947 erschien sein Buch „The Right To Fly“ (Das Recht zu fliegen). 1951 gründete er das Institute of Air and Space Law an der McGill University in Montreal und wurde dort erster Direktor und Professor für internationales Luftfahrtrecht, bis er 1958 emeritiert wurde.
Als Cooper begann, sich mit den Grundlagen eines Weltraumrechts zu befassen, kannte er die deutschsprachige Arbeit „Das Weltraumrecht: ein Problem der Raumfahrt“ von Vladimír Mandl aus dem Jahre 1932 nicht, er bezieht sich erst 1951 auf Mandl. Cooper vertrat unter anderem folgende Positionen. 
In der Frage, wo der nationale Luftraum aufhört und das Weltall beginnt, schlug er vor, diejenige Höhe zu definieren, in der ein Satellit zu mindestens einem Umlauf fähig ist. Das Weltall und die Himmelskörper sollten denselben Status haben wie die Hohe See, das heißt insbesondere Freiheit von staatlicher Hoheitsgewalt. Die Verantwortung für Satelliten und andere Raumfahrzeuge solle, wenn keine andere Vereinbarung vorliegt, bei dem Land liegen, in dem sie gestartet wurden. Ferner sollte jedes Land das Recht haben, im Weltall Vorkehrungen zum Selbstschutz und zur Selbstverteidigung zu treffen. Darüber hat er viele Artikel verfasst, deren bedeutendste im unten zitierten Buch „Explorations in Aerospace Law – Selected Essays by John Cobb Cooper“ (Untersuchungen im Luft- und Weltraumrecht – Ausgewählte Essays von John Cobb Cooper) zusammengestellt sind.

## Ehrungen
- 1949 wurde Cooper zum Mitglied der American Academy of Arts and Sciences gewählt.[5]
- Am 15. Juni 1960 erhielt Cooper die Ehrendoktorwürde der Princeton-Universität.[1]
- Im Jahre 1970 benannte die Internationale Astronomische Union den Mondkrater Cooper offiziell nach John Cobb Cooper.[6]